# Zahamena nationalpark
Zahamena nationalpark är en nationalpark på Madagaskar. Den ligger i den nordöstra delen av landet, 200 km nordost om huvudstaden Antananarivo. Arean är 423 kvadratkilometer. Den etablerades 1997 och täcker en yta på 423 kvadratkilometer av ett totalt skyddat område på 643 kvadratkilometer. Det är en del av Unescos världsarvslista, Atsinananas regnskogar, inskriven 2007 och består av 13 specifika områden belägna inom åtta nationalparker i den östra delen av Madagaskar. År 2001 bedömde Bird Life International fåglar av 112 arter varav 67 arter är exklusivt endemiska för Madagaskar.

## Flora och fauna
Parken är livsmiljö för 112 fågelarter, 46 reptilarter, 62 arter av groddjur och 48 arter av däggdjur, inklusive 13 arter av lemurer. De etniska grupperna som bor i området är mestadels betsimisaraka och sihanak. De mest framträdande faunaarterna i parken är: indri (babakoto), en svart lemur med vita fläckar;Madagaskartornuggla den röda ugglan från Madagaskar (Tyto soumagnei), lokalt känd som vorondolomena; katsatsakan (Paroedura masobe), en liten gecko; Madagaskarörn ormörn (Eutriorchis astur), en hotad art; och Roststjärtad newtonia (Newtonia fanovanae), en mycket vanlig fågelart i parken. De två mest framträdande endemiska blomarterna är Marattia boivinii (kobila) och Blotella coursii (fanjana malemy).

## Geografi
Nationalparken, i den östra delen av ön Madagaskar, ligger 40 kilometer (25 mi) nordost om Ambatondrazaka, 4 kilometer från Manakambahiny öst, 70 kilometer nordväst om Tamatave och cirka 25 km kilometer öster om sjön Alaotra. Det anses vara svårt att nå, så lockar inte många turister. Det är en del av regnskogens topografi och ekologi i Atsinananas regnskogar. Den är belägen i det oländiga, böljande bergsområdet i den östra delen av det bergiga inlandet av Madagaskar med en höjd på mellan 254 och 1560 meter. Denna terräng bildar låglandets skiljelinje. Parkens landområde har väl definierade gränser i nordost och söder. Parken är uppdelad i två zoner (i öster och väster) av en korridor med bofasta byar emellan. Parkområdet består av många dalar och dräneras av floder som Sahatavyfloden och Sarondrinafloden. På den nordvästra sidan av parken finns många fler floder som rinner ut i Alaotrasjön. Parkadministrationens kontor ligger i Antanandava. Klimatmässigt får parken en årlig nederbörd i intervallet 180–200 cm; den registrerade medeltemperaturen ligger i intervallet 15–28C.